# 李嘉強
李嘉強（英語：Seasons Lee，香港創作歌手、作曲及音樂製作人、樂手、歌曲監製、香港獨立樂隊VIRUS主音兼結他手，在沒有工作接洽的日子，則埋首工作室或一對一教授音樂製作。樂隊解散後於2001年開始作個人發展，除個人專輯外，亦有參與其他歌手的專輯製作。

## 簡介
Seasons Lee於中港台三地發展、演出及創作。其音樂歷程中共獨立製作五張個人專輯，當中有作曲、編曲及電影配樂。
Seasons亦活躍於與不同歌手合作，曾合作的歌手包括黃耀明、劉以達、謝安琪、黃家強等等。作品有謝安琪的《紅衣天使》、《賴床》、《狂想曲》，負責作曲及編曲；在《你們的幸福》中的《溫室》此曲除作曲及編曲外，Seasons亦親自監製，而這首歌的初形亦曾採用為謝安琪屈臣氏醫學美肌電視廣告之背景音樂；此外Seasons亦為謝安琪吶喊演唱會擔任嘉賓樂手。
2009年Seasons亦得到南方都市報頒發的華語傳媒大獎中的銅獎。另外亦曾為邱禮濤導演電影《死神傻了》配樂。
及為黃家強歌曲編曲：包括《信則有》,《好好》、《沉香》、《時代序曲》,《真人真事》、《送你一紮時間花》等等....與及為黃家強整張專輯《沉香》負責編曲及監製，並於演唱會擔任樂手。
2017年起Seasons推出一系列全新個人單曲：《Love is always true》、《流浪貓之歌》、《病態》。
2018年推出單曲《荒誕日常》，2019年推出單曲《眼睛的故事》。

## 個人專輯
- 2001年4月1日《遙不可及》粵語專輯
- 2002年5月 《深  舞》粵語專輯
- 2003年12月24日 《清晨影畫》 粵語專輯
- 2003年12月 《晨  曦》 國語專輯
- 2005年2月25日  《Role Play》粵語專輯 (AVCD)
- 2008年8月15日 《SEASONS 5》粵語專輯

## 個人單曲
- 2017年6月：《Love Is Always True》
- 2017年8月：《流浪貓之歌》
- 2017年10月：《病態》
- 2018年10月：《荒誕日常》
- 2019年4月：《眼睛的故事》
- 2019年9月：《蠶食》
- 2019年10月：《六根難淨》
- 2020年2月：《Snake Beauty》
- 2020年6月：《玩偶之家》
- 2020年9月：《無法成為喪屍的我們》
- 2020年10月：《數據大神》
- 2021年1月：《同行》
- 2021年4月：《鯨吞》
- 2022年7月：《無言の貓》
- 2022年9月：《釋放》
- 2023年9月：《如是我紋》

## 作曲
- 2009年 謝安琪《紅衣天使》
- 2009年 謝安琪《賴床》
- 2010年 謝安琪《狂想曲》
- 2011年 謝安琪《溫室》
- 2019年 李嘉強《眼睛的故事》
- 2023年 李嘉強《如是我紋》

## 電影配樂及原聲大碟
- 2009年 ＂死神傻了＂

## 獎項
第九屆華語音樂傳媒大獎:評審團特別推薦獎：李嘉強

## 编曲
- 2004年 黃家強 《信則有》收錄於＂Be Right Back "專輯
- 2009年 謝安琪 《紅衣天使》
- 2009年 謝安琪 《賴  床》
- 2010年 謝安琪 《狂想曲》
- 2011年 謝安琪  《温  室》
- 2015年 黃家強  《沉  香》專輯
- 2019年 李嘉強 《眼睛的故事》
- 2023年 李嘉強 《如是我紋》

## 監製
- 2011年 謝安琪  《温  室》
- 2015年 黃家強  《沉  香》專輯
- 2023年 李嘉強  《如是我紋》

## 音樂習作
Seasons 曾與多位歌手合作，包括：盧巧音、謝安琪、黃家強及黃耀明等。
音樂習作包括：
- 謝安琪 --＂第二個家","Slowness","Yelling"
- "零圓計劃2005（台灣合輯）"
- "Come out and play the DVD"
- 壞碑唇 -- "Summer"
- "Wild day out"
- 黃耀明及蔡琴 -- " 花天走地","愈夜愈美麗"
- Multiplex -- " 六月雪"
- 盧巧音-- "加洲紅紅人館903狂熱分子音樂會"
- "自主音樂圖鑑"
- Virus 樂隊-- " Vague Elegance ", "醉生夢死" 等等作品。

## 外部連結
- 官方网站
- 李嘉強的Facebook專頁